# 153P/Ikeya-Zhang
Cometa Ikeya–Zhang (numită oficial 153P/Ikeya–Zhang) este o cometă descoperită de doi astronomi din Japonia și China în 2002. 
Pe 1 februarie 2002, astronomul chinez Zhang Daqing din Kaifeng a descoperit o nouă cometă în constelația Balena, și a raportat-o la Uniunea Astronomică Internațională. El a observat că astronomul japonez Kaoru Ikeya descoperise cometa mai devreme, deoarece în Japonia apusul are loc mai devreme decât în China. Prin urmare, conform tradiției, devreme ce ei au descoperit independent noua cometă, aceasta a fost numită după amândoi. Cometa a fost numită inițial C/2002 C1 (Ikeya–Zhang).
Cometa a fost observată cu 341 de ani mai devreme, în 1661, de către astronomul polonez Johannes Hevelius.
153P/Ikeya-Zhang are cea mai mare perioadă orbitală cunoscută (366.51 ani). Viteza orbitală în jurul Soarelui variază între 59 km/s la periheliu și 0.29 km/s la afeliu.
Cometa a trecut de periheliu pe 18 martie 2002 și cu magnitudinea aparentă de 3.5 a devenit cea mai strălucitoare cometă din 1997.

Orbitele celor trei comete periodice, 1P/Halley, 19P/Borrelly și 153P/Ikeya-Zhang, așezate în raport cu planetele exterioare.